# Monte degli Elci e Monte Grottone
Monte degli Elci e Monte Grottone este o arie protejată (arie specială de conservare — SAC, sit de importanță comunitară — SCI, arie de protecție specială avifaunistică — SPA) din Italia întinsă pe o suprafață de 515 ha, integral pe uscat.

## Localizare
Centrul sitului Monte degli Elci e Monte Grottone este situat la coordonatele 42°11′39″N 12°45′45″E / 42.194167°N 12.7625°E.

## Înființare
Situl Monte degli Elci e Monte Grottone a fost declarat sit de importanță comunitară în iunie 1995 pentru a proteja 4 specii de animale. Alte tipuri de protecție:
- arie de protecție specială avifaunistică (în octombrie 1999)[2]
- arie specială de conservare (în decembrie 2016)[1][3][4]

## Biodiversitate
Situată în ecoregiunea mediteraneană, aria protejată conține 3 habitate naturale: Păduri de Quercus ilex și Quercus rotundifolia, Pseudostepă cu ierburi și specii anuale de Thero-Brachypodietea, Tufărișuri termo-mediteraneene și de pre-deșert.
La baza desemnării sitului se află mai multe specii protejate de  păsări (4): caprimulg (Caprimulgus europaeus), sfrâncioc roșiatic (Lanius collurio), ciocârlie de pădure (Lullula arborea), gaia neagră (Milvus migrans).
Pe lângă speciile protejate, pe teritoriul sitului au mai fost identificate 3 specii de plante, 2 specii de mamifere.